# 船尾座RS
船尾座（RS Puppis或RS Pup）是在船尾座的一顆造父變星，與地球的距離大約是6,000 ly。它是銀河系中已知最亮的造父變星之一，在這類變星中擁有長達41.5天的變光週期，也是這類變星中週期最長的。

## 距離
船尾座RS的正確距離很重要，因為造父變星是測量銀河系和附近星系距離的宇宙階梯。
因為它位於一個巨大的星雲中，天文學家在2008年使用位於智利拉西拉天文台的歐南天文台新技術望遠鏡，通過嚴格的幾何分析來自星雲中分子的光回波距離來測量距離它的距離，確定它與地球的距離是1,992正負28秒差距（6,497正負91光年） 。截至2008年初，這是對任何造父變星所進行的最準確的測量。
在2014年，哈伯太空望遠鏡使用先進巡天照相機再度以光回波的偏振影像測量。通過這次測量得到的距離是1,910正負80秒差距（6,230正負260光年）.。
在蓋亞釋出的第二批資料，直接以幾何視差測量是0.5844±0.0260 mas，相當於1,710正負80秒差距（5,580正負260光年）.。

## 變異性
船尾座RS是一顆經典造父變星，由於脈動，它的大小和表面溫度都會變化，因此它的亮度也隨之改變。它的視星等最大值是+6.52，最小值是+7.67。光變曲線顯示亮度上升快速，但下降緩慢，時間相差約為3倍。它正常的變化週期是41.5天，但有非常緩慢且不穩定的改變。例如，這一週期平均每年變化約144.7秒，但有時會幾年保持不變。
船尾座RS的變光週期超過10天，被認為是一顆長週期的造父變星。唯一接近它的長週期造父變星是海石四（船底座ι，HD 84810）。造父變星遵循周光關係，絕對星等越亮的有越長的週期。因此，有最長變光週期的船尾座RS，也是在銀河系中最明亮的造父變星之一。

## 性質
船尾座RS是一顆超巨星，儘管其光譜類型會隨溫度的變化在F9和G7之間變化，其光譜分類為G2Ib。它位於恆星演化赫羅圖的不穩定帶，並且根據它的週期變化率被認為是第三次穿越這個地區。第三次橫越發生在恆星演化在朝向溫度較冷方向升高亮度執行藍迴圈的階段之後。第三次穿越不穩定帶比在一離開主序帶之後的第一次穿越要晚得多。
船尾座RS每45.1天脈動一次，在此期間其半徑、溫度和亮度都會變化。通常，長週期造父變星都在他的基本模式下脈動。半徑在164 R☉和208 R☉之間變化，然而在不同的週期之間也會有些不同。溫度在最低4,640 K和 5,850 K之間變化，還有光度在14200 L☉和29500 L☉之間變化。

## 圖集
- 通過星雲反射的來自船尾座RS的光回聲。

## 外部連結
- Universe Today - RS Puppis Light Echoes （页面存档备份，存于）
- NASA - RS Puppis （页面存档备份，存于）
- NASA Astronomy Picture of the Day: Echoes from RS Pup (12 February 2008)